# Trichoncus simoni
Trichoncus simoni är en spindelart som först beskrevs av Roger de Lessert 1904.  Trichoncus simoni ingår i släktet Trichoncus och familjen täckvävarspindlar. Inga underarter finns listade i Catalogue of Life.